# Кристіан IX
Кристіа́н IX (дан. Christian 9.; 8 квітня 1818, Готторфський замок — 29 січня 1906, Копенгаген) — 50-й король Данії, з династії Глюксбургів; його батько — Фрідріх Вільгельм, герцог Шлезвіг-Гольштейн-Зондербург-Глюксбурзький, мати — Луїза Кароліна Гессен-Кассельська. Був одружений з Луїзою Гессен-Кассельською, племінницею короля Кристіана VIII. Сьогодні більшість монархів Європи — прямі нащадки Кристіана IX.

## Родина
Дружина — Лузїа Гессен-Кассельська
Діти:
- Фредерік (1843—1912) — король Данії.
- Олександра (1844—1925) — королева Великої Британії та Ірландії.
- Георг (1845—1913) — король Греції.
- Дагмара (Марія Федорівна) (1847—1928) — імператриця Всеросійська.
- Тіра (1853—1933) — принцеса Ганноверська.
- Вальдемар (1858—1939) — принц Данський.

## Нагороди
- Орден Норвезького Лева

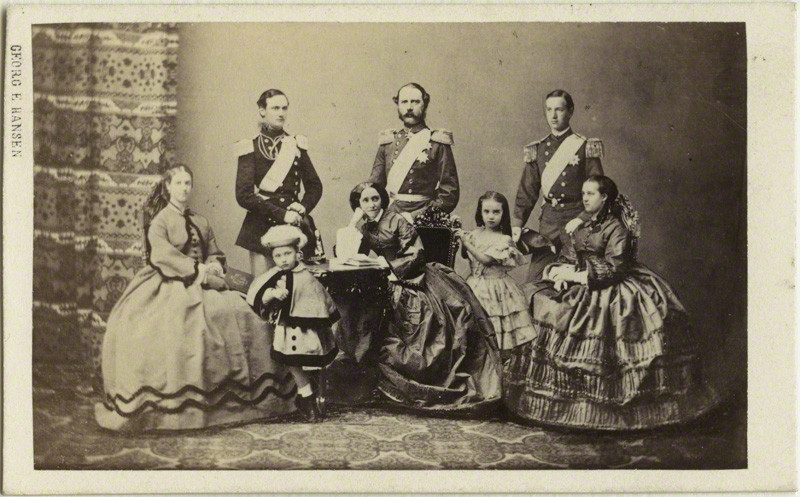
Крістіан із родиною у 1862

- Кавалер Великого Хреста ордена Корони Італії Кавалер Великого Хреста ордена Корони Італії